# Попов, Алексей Родионович
Алексей Родионович Попов (также известен как Алексей Родионов; 1710—1780) — сперва старообрядец, член и проповедник Поморского согласия, затем протоиерей Русской православной церкви в Новгороде; духовный писатель.

## Биография
Алексей Попов родился в 1710 году; происходил из города Олонца, где его отец был священником. В тринадцатилетнем возрасте он поступил в славившуюся в то время школу Семёна Денисова (1682—1740), главного представителя Поморской секты, на Выге. Своими способностями и усердием он вскоре выделился из всех прочих школьников, Семён Денисов обратил на него свое внимание и взял его к себе в особое «ученичество». Под его руководством мальчик изучал грамматику, риторику, логику, диалектику, космографию, математику, святую историю, катехизис. 
Успехи ученика радовали учителя; но поведение Алексея не отвечало желаниям Денисова и не обещало из него ничего доброго для Выговского братства: он «страдал самоправными прозорливым недугом». Сначала он начал было вести самую суровую, строго-аскетическую жизнь, усердно посещал храм; но чем больше он учился, тем холоднее относился к уставам и правилам Выговского общежития, тем меньше начинал уважать своих наставников. Следствием такого поведения его было то, что он, при ревизии 1744 года, не был записан в число Выговского братства и ушёл к себе на родину, где оставался верен своим убеждениям и с успехом действовал в пользу беспоповщины. 
В эту пору он издал сочинение: «Зитоуменос, или взыскание, аще двоперстное сложение на изображение креста есть Христово предание». Странствуя и проповедуя он многих сделал последователями «древнего благочестия». Слава о нём прошла от «Выгореции и окрестностей её даже до Петрополя». Потом Попов снова отправился в Выгорецкое общежительство. Его, вопреки ожиданиям, приняли здесь холодно, и эта холодность заставила его подумать о своём будущем и навела на размышления о сущности раскола и он начал колебаться мыслями. В своих беседах с Мануилом Петровым, настоятелем общежития, о тайне Антихриста, он высказывал взгляд, тождественный с православным учением. Отвращение к беспоповскому обществу и убеждение в истине православия всё более и более росло и укреплялось в нём. Живя в Выгореции, он начал писать в опровержение раскольнического мудрствования об Антихристе «Синопсис о тайне Антихриста», где логично разбирает и опровергает главные догматы учения беспоповцев. Этот труд он окончил уже в Новгороде; для выговцев эта книга была крайне опасна, и они постарались помешать её изданию. 
Кроме этого, Попов склонил на свою сторону Григория Яковлева, также воспитанника Выговского братства, ушедшего из-за недовольства уставом и учением Выговского общежительства и жившего в Сергиевом ските, затем к ним присоединился Андрей Фёдоров. Все они (потом обратившиеся в православие) единодушно ратовали против Мануила Петрова. Попов вышел из монастыря, явился к своим приверженцам и стал проповедовать, что истинное перстосложение — троеперстие, а не двуперстие, что спасение — в православной церкви, но его прогнали. 
Потом он отправился в Новгород и подал архиерею прошение о принятии в православную церковь. Его просьба была уважена, а со временем его определили диаконом к Знаменскому собору. Вскоре он подал донос на Выговских раскольников, обвиняя настоятелей и говоря, что от них гибнет множество душ православных. По указу Консистории, посланному на Выг, настоятели были вызваны на допрос в Новгород. Но Мануил Петров добился через графа Петра Ивановича Шувалова того, чтобы спор с Алексеем Родионовым состоялся не в Новгороде, а в Олонце. 
Попов ехать в Олонец не решился и больше не пытался действовать против поморцев административным путем. Под конец жизни он был протоиереем Новгородского девичьего монастыря. 
Из сочинений его, кроме «Зитоуменоса» и «Синопсиса», известно еще «Беседословие о расколе Российском», доказывающее, что истинная церковь — православная, а не раскольническая; нo этот труд известен только по выпискам в «Синопсисе».
Алексей Родионович Попов умер в 1780 году.